# محوطه سکه بان
محوطه سکه بان مربوط به هزاره اول- دوران‌های تاریخی پس از اسلام است و در شهرستان نمین، بخش عنبران، روستای امین جان واقع شده و این اثر در تاریخ ۲۴ تیر ۱۳۸۲ با شمارهٔ ثبت ۹۱۵۶ به‌عنوان یکی از آثار ملی ایران به ثبت رسیده است.